# Occità llenguadocià
El llenguadocià (lengadocian, en occità) és el dialecte occità parlat al Llenguadoc. És el dialecte més central del conjunt occità i es diu sovint que també és el més conservador respecte a l'occità de l'edat mitjana. Els intents d'estandardització que s'han fet l'han pres sovint com a base per a l'elaboració d'un occità estàndard.
Ara bé, les solucions actuals tendeixen a l'establiment de sis normes d'occità, una per a cada dialecte.
És, amb el gascó, un dels dialectes preponderants de l'escriptura moderna de la llengua occitana.

## Normativització
La normativització del llenguadocià va començar a final del segle xix amb Antonin Perbòsc i Prospèr Estieu. El punt culminant d'aquest treball normatiu va ser obra de Loís Alibèrt arran de la publicació de la seua Gramatica occitana publicada l'any 1935 a Barcelona gràcies al mecenatge català.
Des de llavors s'ha anat treballant per a millorar alguns aspectes d'aquesta norma i introduir certes reformes més o menys acceptades. Es va crear un Conselh de la Lenga Occitana (el CLO) per a reflexionar sobre la norma i difondre les seues propostes, entitat de la qual foren presidents els lingüistes Xavier Lamuela i Patric Sauzet i que ara es troba en estat moribund.
Domergue Sumien, dins la seva tesi de novembre 2004, proposà l'estandardització pluricèntrica del llenguadocià respecte als diversos dialectes occitans.

## Els límits del llenguadocià
De manera bastant estesa al si de l'occitanisme es considera que el dialecte llenguadocià s'acaba a l'est després del riu Vidorle (riu que delimita també el departament d'Erau (Hérault en francés) per a deixar pas al provençal rodanenc. Ara bé, aquesta proposta de divisió lingüística no correspon a la realitat històrica, ja que el Llenguadoc s'acabava a partir del Roine on començava la Provença històrica. De fet els parlars del País de Nimes mereixerien un estudi dialectal per a determinar clarament la seua fesomia. Cap al nord es considera que s'acaba on comença la palatalització de CA en ch- excepte en la varietat gavaldanesa. A l'oest, deixa pas al gascó després de Tolosa.

## Dialectologia
Les divisions (i els límits) del llenguadocià han fet l'objecte de bona cosa d'estudis des de Leon Lamouche, passant per Juli Ronjat i evidentment Pèire Bèc. Aquest dialecte té dues grans varietats, un conjunt oriental (besierenc, montpellerenc i cevenol) i l'altre occidental (tolosà, foixenc, carcassés), el narbonés pot aparéixer com una varietat de transició entre tots dos conjunts (o més rarament com un membre del tronc oriental). El montpellerenc representa un subdialecte molt diferenciat amb característiques "conservadores", un dels seus màxims ambaixadors va ser l'escriptor Max Roqueta.
Les característiques més notables del dialecte llenguadocià són, si no es consideren els parlars perifèrics:
Fonètica:
- Es mantenen les oclusives finals: cantat [kanˈtat] (en provençal: [kãnˈta])

- La -n final no es pronuncia en el lèxic: occitan [utsiˈta] (en provençal: [usiˈtãn])

- Els grups CA i GA no es palatalitzen: cantar, gal (en alvernyés: chantar, jal)

- La -l final no vocalitzada es manté: provençal (en provençal: provençau [w])

Morfologia:
- Es manté la -s final: los òmes [luˈzɔmes] (en provençal: [lejˈzɔme])

Un exemple en llenguadocià:
« Totes los èssers umans naisson liures e egals en dignitat e en dreches. Són dotats de rason e de consciéncia e se devon comportar los unes amb los autres dins un esperit de fraternitat. »

## Evolució actual del llenguadocià

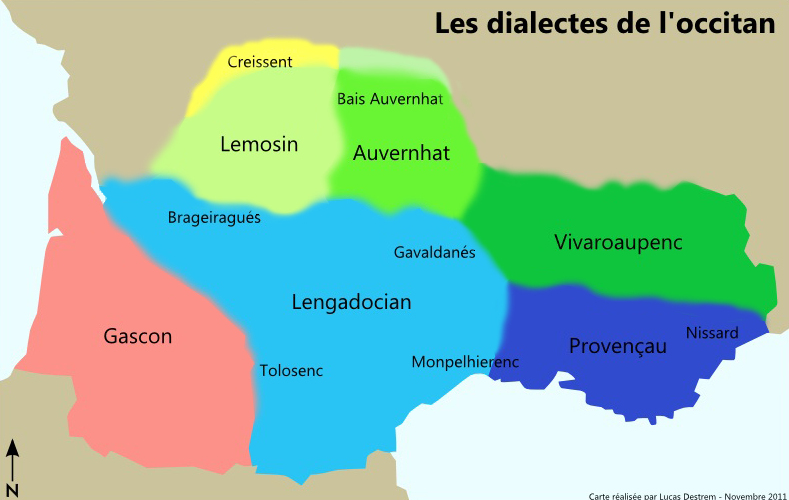
En blau cel, el llenguadocià amb la resta de variants occitanes

La situació social i política de la llengua occitana ha propiciat certa desconeixença i menyspreu de les varietats locals. Així la majoria dels neolocutors aprén la llengua a partir de recursos universitaris o de llibres. La conseqüència primera d'aquesta situació és que el llenguadocià (i també l'occità de manera general) pateix una influència molt forta del francès a nivell de la sintaxi o de la fonètica. Un dels aspectes més vistosos d'aquesta pressió lingüística resulta en la pèrdua de la [r] vibrant substituïda per la [R] francesa. Es fa servir de manera abusiva òm en comptes d'altres solucions per a formulacions impersonals i la negació es contamina de la influència francesa oral (i a pas degun esdevé * i a degun, ven pas jamai > * ven jamai, etc.). A més apareixen barreges de diverses varietats i fluctuacions de tota mena que sovint creen situacions conflictives sobre el model de llengua.